# Троянув (Люблінське воєводство)
Троянув (пол. Trojanów) — село в Польщі, у гміні Піщаць Більського повіту Люблінського воєводства.
Населення — 141 особа (2011).
У 1975-1998 роках село належало до Білопідляського воєводства.

## Демографія
Демографічна структура станом на 31 березня 2011 року:
|          | Загалом | Допрацездатний вік | Працездатний вік | Постпрацездатний вік |
| -------- | ------- | ------------------ | ---------------- | -------------------- |
| Чоловіки | 73      | 18                 | 42               | 13                   |
| Жінки    | 68      | 13                 | 34               | 21                   |
| Разом    | 141     | 31                 | 76               | 34                   |